# 水道町停留場

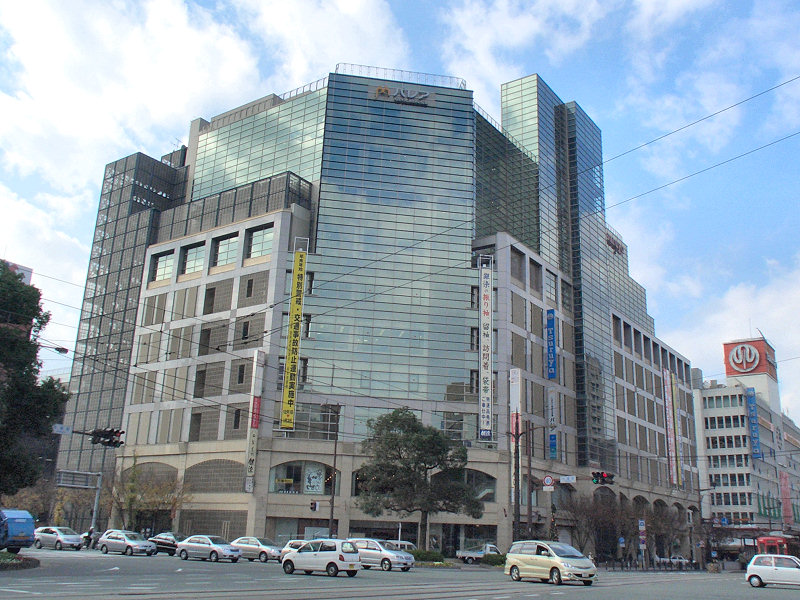
Tetoria熊本

水道町停留場（日语：／ Suidocho teiryūjō */?），又稱水道町電車站，是位於熊本縣熊本市中央區水道町和手取本町，熊本市交通局（熊本市電）幹線和水前寺線的電車站。車站編號為12。A系統和B系統停靠此站。

## 歷史
- 1924年（大正13年）8月1日 - 電車站啟用。
- 1970年（昭和45年）5月1日 - 4號線（上熊本站前 - 藤崎宮前（日语：藤崎宮前停留場） - 水道町 - 體育館前）廢止。
- 1972年（昭和47年）3月1日 - 1號線（田崎橋 - 水道町 - 藤崎宮前 - 子飼橋（日语：子飼橋停留場））廢止。

## 電車站構造
此電車站設有2面2線的相對式低地台月台。靠近通町筋一方設有折返設備。此站可讓輪椅人士上落。

### 運行系統
在電車路線上，此電車站是幹線和水前寺線電車站之一。在運行路線上，■A系統和■B系統會駛入此站。
| 月台 | 路線           | 上下行 | 方向                                         |
| ---- | -------------- | ------ | -------------------------------------------- |
| 南邊 | ■A系統         | 上行   | 辛島町、河原町、熊本站、田崎橋方向           |
| 南邊 | ■B系統         | 上行   | 辛島町、洗馬橋、本妙寺入口、上熊本方向       |
| 北側 | ■A系統、■B系統 | 下行   | 交通局前、新水前寺站、水前寺公園、健軍町方向 |

### 過去
在熊本市電啟用至1972年（昭和47年）之間，幹線從此電車站（於縣道28號線上）繼續延伸至國道3號往淨行寺、子飼橋方向，除了現時的月台外，還有幹線和坪井線系統的月台（相對式月台2面2線）。

## 使用狀況
- 在2014年度指定日的乘車人次為1,490人[1]。

| 1日上下車人次變化 | 1日上下車人次變化 |
| ----------------- | ----------------- |
| 2011年            | 2,961             |
| 2012年            | 3,011             |
| 2013年            | 3,194             |
| 2014年            | 3,592             |
| 2015年            | 3,796             |

## 電車站周邊
電車站位於熊本市中心東端。
- 熊本Tetoria
  - 鶴屋百貨店（日语：鶴屋百貨店）東館
  - 熊本縣民交流館Parea
  - 銀染Core
  - 熊本熊廣場
- 東橫Inn熊本城通町筋
- 大分銀行熊本分店
- 東海東京証券熊本分店
- 三菱日聯證券熊本分店
- 肥後銀行水道町分店
- 日本政策金融公庫（日语：日本政策金融公庫）熊本分店
- 熊本上通郵局
- MIELPARQUE（日语：メルパルク）熊本
- 熊本中央警署（日语：熊本中央警察署）（熊本Artpoil（日语：くまもとアートポリス）選定既存建造物）
- 熊本中央警署手取交番
- 白川公園（日语：白川公園 (熊本市)）
- 日本福音路德會熊本教會（日语：日本福音ルーテル熊本教会）
- 藤崎八旛宮（日语：藤崎八旛宮）
- 白川（日语：白川 (熊本県)）…此電車站和九品寺交差點停留場之間會經過大甲橋（日语：大甲橋）並越越該川

## 巴士路線
- 「水道町」（只有5個站位）- 可前往市內和郊外地區。
  - 產交巴士（日语：九州産交バス）[3]
  - 電鐵巴士[4]
  - 熊本巴士（日语：熊本バス）[5]
  - 熊本都市巴士（日语：熊本都市バス）[6]

1號乘車處（沿電車通上，損保保險熊本水道町大廈前）
（產交巴士） 縣13 經縣廳、自衛隊、佐土原、花立 前往沼山津 - 只於平日、星期六行走
（產交巴士） 縣14 經縣廳、自衛隊、健軍四角 前往沼山津
（產交巴士） 縣15 經縣廳、自衛隊 前往佐土原、木山
（產交巴士） 縣16 經縣廳、自衛隊、佐土原 前往阿蘇熊本機場 - 較少班次（只於平日早上行走）
（產交巴士） 縣18 經縣廳、自衛隊 前往木山
（產交巴士） 縣17、縣20 經水前寺公園、縣廳 前往縣會議事堂
（產交巴士） 縣21 經縣廳、市民醫院、中央醫院、濟生會醫院 前往川尻町、松橋 - 較少班次（只於平日行走）
（產交巴士） 縣24 經縣廳、東繞道、youme Town光之森 前往光之森產交 - 只於平日行走
（產交巴士） 縣25 經縣廳、北繞道、二里木、武藏丘 前往光之森產交 - 較少班次（只於平日行走）
（產交巴士） 東4 經熊商、健軍、東區公所 前往沼山津
（產交巴士） 東5、6 經熊商、健軍 前往木山
（產交巴士） 東8 經熊商、健軍、東無田 前往御船
（熊本巴士） 東11 經縣廳、健軍、東區公所、嘉島町公所 前往AEON Mall熊本
（熊本巴士） 東11 經縣廳、健軍、嘉島町公所、AEON Mall熊本 前往城南
（熊本巴士） 東11 經縣廳、健軍、御船 前往甲佐
（熊本巴士） 東11 經縣廳、健軍、御船、甲佐 前往砥用
（熊本巴士） 縣26 經縣廳、畫圖橋 前往中之瀨車廠、AEON Mall熊本
（熊本巴士） 縣27 經縣廳、畫圖橋、AEON Mall熊本 前往城南
（熊本巴士） 縣28 經縣廳、畫圖橋、AEON Mall熊本 前往甲佐
（都市巴士） 東3 經熊商、健軍 前往東町團地
（都市巴士） 縣1 經水前寺公園、縣廳西門、帶山 前往日赤、長嶺（長嶺團地）、日赤、月出（小峯營業所）
（都市巴士） 縣2 經水前寺公園、縣廳西門、帶山、日赤醫院，經水前寺公園、縣廳西門、帶山、鐵工團地 前往託麻南
（都市巴士） 縣3 經水前寺公園、縣廳西門、尾之上小學前 前往日赤、長嶺 - 較少班次（只於平日行走）
（都市巴士） 縣5 經縣廳、市民醫院、動植物園 前往秋津小楠紀念館
（都市巴士） 縣7 經水前寺公園、縣廳、動植物園前 前往若葉校 - 較少班次（只於平日行走）
（都市巴士） 縣11 經水前寺公園、縣廳 前往縣會議事堂 - 較少班次（只於平日行走）
（都市巴士） 縣17 經水前寺公園、縣廳、市民醫院前、上之門 前往動植物園西出口
（電鐵巴士） 縣33 經水前寺公園、縣廳 前往縣會議事堂 - 較少班次（只於平日行走）
2號乘車處（沿電車通上，三菱日聯証券熊本分店前）
（產交巴士）鹿4 經大江四丁目、託麻原本通、保田窪、託麻城市規劃中心 前往八反田、戶島
（產交巴士）鹿5 經大江四丁目、保田窪新道、託麻城市規劃中心 前往八反田、小山團地
（產交巴士）鹿7 經大江四丁目、保田窪四角、日赤醫院、小峯 前往戶島 - 班次較少
（產交巴士）鹿8 經大江四丁目、保田窪四角、日赤醫院、長嶺團地 前往Park Dome、駕駛執照中心
（熊本巴士）東2 經水前寺公園、畫圖道 前往江津團地、中之瀨東、AEON Mall熊本
（熊本巴士）東9 經水前寺公園、畫圖道、Seira Town 前往AEON Mall熊本
（熊本巴士）南9 經尚絅校前、九品寺、中央醫院 前往中之瀨車廠、AEON Mall熊本
（都市巴士）東1 經水前寺公園、畫圖道 八王寺環狀線
（都市巴士）鹿1 經大江四丁目 前往縣立劇場、水前寺站北出口
（都市巴士）鹿10 經大江四丁目、警察學校 前往日赤、長嶺小學
（都市巴士）味1 經熊高、保田窪、帶山 前往日赤、長嶺（長嶺團地）、日赤、月出（小峯營業所）
（都市巴士）味2 經水前寺站、保田窪、帶山 前往日赤、長嶺（長嶺團地）、日赤、月出（小峯營業所）
（都市巴士）味4 經水前寺站、京塚、新外 前往小峯營業所、小峯、三山莊
（都市巴士）味5 經水前寺站、京塚、新外 前往東稜高校
（都市巴士）味6 經水前寺站、京塚、新外、小峯營業所、小峯、戶島神社前 前往三山莊
（都市巴士）味4 經水前寺站、京塚、新外 前往小峯營業所 - 班次較少（只於平日行走）
3號乘車處（沿電車通上，水道町中心大廈前）
（產交巴士、都市巴士、熊本巴士）前往櫻町巴士總站
（熊本巴士）東2、11、南9 前往熊本站
（熊本巴士）南12 經櫻町巴士總站、川尻市道 前往南區公所 - 較少班次（平日只有1班）
（產交巴士）縣16 經櫻町巴士總站 前往熊本站 - 班次較少（平日只有黃昏3班）
（產交巴士）西4 經櫻町巴士總站、熊本站、田崎市場前、上高橋 前往小島
（產交巴士）西5、6 經櫻町巴士總站、熊本站、田崎市場前、上高橋、小島產交 前往中島、五丁
（產交巴士）西12 經櫻町巴士總站、春日校 前往西部車廠
（產交巴士）西13、17 經櫻町巴士總站、熊本站 前往西部車廠
（產交巴士）野1 經櫻町巴士總站、熊本站、野口町 前往Aqua Dome
（產交巴士）野3 經櫻町巴士總站、熊本站、野口町、並建 前往川口二丁
（產交巴士）野7 經櫻町巴士總站、熊本站、野口町 前往畠口
（產交巴士）野9 經櫻町巴士總站、熊本站、白藤 前往瑞薩入口、會富（JA飽田分所）、小島
（產交巴士）野10 經櫻町巴士總站、熊本站、白藤、川尻町 前往海路口、川口二丁
（產交巴士）新2 經櫻町巴士總站、新町、筒口、戶坂 前往谷尾崎
（產交巴士）新2 經櫻町巴士總站、新町、筒口、戶坂、谷尾崎、池之上、西區公所前 前往小島
（產交巴士）川1 經櫻町巴士總站、川尻町（舊道） 前往市道、川尻町
（產交巴士）川11 經櫻町巴士總站、川尻町（舊道） 前往川尻町、國町
（產交巴士）川11 經櫻町巴士總站、川尻町（舊道）、國町、宇土站前 前往松橋
（產交巴士）京4 經市政廳前、京町本丁、植木、北區公所 前往小野泉水公園 - 班次較少（只於平日早上和黃昏行走）
（產交巴士）通町直達班次（只可下車）
（都市巴士）西1 經櫻町巴士總站 前往熊本站 - 班次較少
（都市巴士）新1 經櫻町巴士總站 前往新町、城西校
（都市巴士）島1、2 前往櫻町巴士總站、荒尾橋
（都市巴士）上1、4 經市政廳前、壺井橋、縣立體育館前 前往上熊本站
（都市巴士）京1 經京町本丁 前往富尾團地 - 班次較少（平日早上和黃昏各1班）
4號乘車處（國道3號上，米白餅本鋪前）
（產交巴士、電鐵巴士、都市巴士）前往櫻町巴士總站
（電鐵巴士）北1、4、5、9、子1 前往櫻町巴士總站
（電鐵巴士）北1、5、9、子1 前往櫻町巴士總站、熊本站
（電鐵巴士）北1、3、5、9 經櫻町巴士總站 前往熊本站、蓮台寺入口
（產交巴士）子7 經櫻町巴士總站 前往熊本站 - 較少班次（平日只有1班）
（產交巴士）野1 經櫻町巴士總站、熊本站、野口町 前往Aqua Dome
（產交巴士）野2 經櫻町巴士總站、熊本站、野口町 前往並建、五丁
（產交巴士）野2 經櫻町巴士總站、熊本站、野口町、並建 前往川口二丁
（產交巴士）西18 經櫻町巴士總站、熊本站、蓮台寺 前往西部車廠
（都市巴士）南5 經櫻町巴士總站、南熊本站、八王寺、田迎新道 前往長溝團地、烏江
5號乘車處（國道3號上，Village大廈前）
（產交巴士）子1 經子飼橋、熊本大學、龍田口站、二里木 前往楠團地
（產交巴士）子1 經子飼橋、熊本大學 前往龍田口站
（產交巴士）子7 經子飼橋、熊本大學、龍田口站、二里木、南丘小學 前往光之森產交
（產交巴士）子8 經子飼橋、熊本大學、龍田口站、二里木、三里木 前往大津（吹田團地）
（產交巴士）子10 經子飼橋、熊本大學、龍田口站、二里木、三里木 前往光之森產交
（產交巴士）子11 經子飼橋、供合 前往東熊本第二醫院
（產交巴士）子12 經子飼橋、供合 前往光之森產交
（產交巴士）子14 經子飼橋、託麻原本通、託麻城市規劃中心 前往八反田、小山團地
（產交巴士）子14 經子飼橋、託麻原本通、託麻城市規劃中心 前往八反田、戶島
（產交巴士）子17 經子飼橋、熊本大學、二里木、youme Town光之森 前往光之森產交
（產交巴士）子20 經子飼橋、熊本大學、龍田口站、二里木、菊陽繞道 前往光之森產交 - 較少班次（平日只有2班）
（電鐵巴士）北1 經堀川、御代志、部分經菊池市政廳 前往辻久保、菊池廣場、菊池温泉
（電鐵巴士）北3 經KM生物、御代志、富之原 前往菊池廣場、菊池溫泉
（電鐵巴士）北4 經三軒町、KM生物 前往大鳥居、立石、北區公所、外沖、南原 - 平日日間班次以北區公所作為終點站
（電鐵巴士）北5 經三軒町、堀川、新地團地 前往泉丘、下群、杉並台、武藏丘車廠、合志市政廳
（電鐵巴士）北5 經三軒町、堀川、新地團地、武藏丘、youme Town光之森 前往光之森站
（電鐵巴士）北9 經三軒町、清水丘、楠團地 前往泉丘、下群、杉並台、武藏丘車廠
（電鐵巴士）北9 經三軒町、清水丘、麻生田小前、楠團地 前往泉丘、下群、武藏丘車廠
（電鐵巴士）北9 經三軒町、清水丘、楠團地、youme Town光之森 前往光之森站
（電鐵巴士）子1 經子飼橋、熊本大學 前往龍田口站
（電鐵巴士）子1 經子飼橋、熊本大學、二里木 前往楠團地
（電鐵巴士）子1 經子飼橋、熊本大學、二里木、楠團地 前往武藏塚站、光之森站
（電鐵巴士）子18 經子飼橋、熊本大學、北繞道 前往楠團地、武藏丘車廠
（都市巴士）子2 經子飼橋、縣立劇場、北水前寺 前往水前寺鳥居
（都市巴士）子2 經子飼橋、縣立劇場、北水前寺、水前寺鳥居、畫圖道 前往畫圖橋
（都市巴士）子3 經子飼橋、縣立劇場、北水前寺、水前寺鳥居、畫圖道 前往Seira Town、烏江
（都市巴士）鹿2 經明午橋、市立圖書館 前往大江六丁目

## 相鄰電車站
熊本市交通局
■A系統、■B系統（幹線、水前寺線）
通町筋（11）－水道町（12）－九品寺交差點（13）

### 曾經存在的路線
熊本市交通局
幹線
水道町－白川公園前

## 注腳
1. ↑  .   [2021-05-08]. （原始内容存档于2017-09-27）.
2. ↑  国土数値情報(駅別乗降客数データ)  （页面存档备份，存于）（日語） - 國土交通省，2018年3月27日參閲
3. ↑  產交巴士熊本市周邊路線案內圖PDF（日語）
4. ↑  熊本電鐵 巴士路線圖PDF（日語）
5. ↑  路線図ビューア （页面存档备份，存于）（日語）
6. ↑  熊本都市バス路線図　バス停時刻検索 （页面存档备份，存于）（日語）

## 外部連結
- 熊本市交通局 （页面存档备份，存于）（日語）